# Бителборн
Бителборн (њем. Büttelborn) општина је у њемачкој савезној држави Хесен. Једно је од 14 општинских средишта округа Грос-Герау. Према процјени из 2010. у општини је живјело 13.329 становника. Посједује регионалну шифру (AGS) 6433003.

## Географски и демографски подаци
Бителборн се налази у савезној држави Хесен у округу Грос-Герау. Општина се налази на надморској висини од 91 метра. Површина општине износи 30,0 km². У самом мјесту је, према процјени из 2010. године, живјело 13.329 становника. Просјечна густина становништва износи 444 становника/km².